# Elasmogorgia ramosa
Elasmogorgia ramosa är en korallart som beskrevs av Nutting 1912. Elasmogorgia ramosa ingår i släktet Elasmogorgia och familjen Plexauridae. Inga underarter finns listade i Catalogue of Life.